# كيكا بيريز
كيكا بيريز (بالإسبانية: Kika Perez)‏ هي ممثلة كولومبية، ولدت في 18 أبريل 1979.

## وصلات خارجية
- كيكا بيريز على موقع IMDb (الإنجليزية)